# Guilherme Vieira
Guilherme Pinto Vieira (Niterói, 30 de outubro de 1992) é um ex-ator e empresário brasileiro. Foi um dos mais conhecidos atores-mirins da TV Globo nos anos 2000 e é mais lembrado pelo papel de Tonico em Chocolate com Pimenta.

## Biografia
Na infância, Guilherme Vieira atuou em diversas produções da TV Globo.
Em 2012 abriu, ao lado do irmão, o também ator Sérgio Vieira, um depósito de bebidas em Niterói, sua cidade-natal.
Estudou Arquitetura e Urbanismo, mas trancou a faculdade no quarto período. Posteriormente, formou-se em Administração de Empresas.
Morando em Amsterdã desde 2021, Guilherme dirige no Brasil, uma empresa de tecnologia e jogos eletrônicos.

## Carreira
Começou a atuar com apenas dois anos de idade, fazendo comerciais. Foi garoto-propaganda da marca infantil YEP.
Estreou na televisão em 1999, aos seis anos de idade, na novela Vila Madalena, interpretando Lucas, filho de Eugênia (Maitê Proença) e Solano (Edson Celulari), na trama ele desconhece a identidade do seu pai. No ano seguinte, atuou como Prego na série infantil Bambuluá, um dos funcionários da TV Globinho. Em 2001 fez um participação no longa Xuxa e os Duendes, no papel de Zaki.
Em 2002 interpretou Juninho em O Beijo do Vampiro, filho de Beto (Thiago Lacerda) e Lívia (Flávia Alessandra), que sempre interpretava literalmente, expressões populares como "tirar o cavalinho da chuva" ou "botar a boca no trombone". No ano seguinte fez Tonico em Chocolate com Pimenta, filho de Ana Francisca (Mariana Ximenes) e Danilo (Murilo Benício), mas assumido por Ludovico (Ary Fontoura).
Em 2004 aparece no filme Redentor, como Otávio criança. No ano seguinte faz uma participação na novela América de Gloria Perez, vivendo o personagem Geninho criança. No mesmo ano, fez a novela A Lua Me Disse, no papel de Arthur Queiroz, filho de Heloísa (Adriana Esteves) e Ricado Bogari (Frank Borges), que questiona a mãe o porquê de não ter o sobrenome do pai.
Em 2006 protagoniza o filme No Meio da Rua, como Leonardo. No mesmo ano, fez a novela O Profeta, no papel de Zeca, filho de Edite (Andréa Avancini). Em 2009, fez sua última novela na TV Globo, como o rebelde Igor em Cama de Gato.
Em 2011, fez uma participação especial na novela Rebelde da Record, como Ricardo.

## Vida pessoal
Em 21 de julho de 2024, casou-se com a contabilista Flávia Montoni, numa cerimônia realizada em São Paulo.

## Filmografia

### Televisão
| Ano     | Título                | Personagem                                          | Notas                 | Ref.   |
| ------- | --------------------- | --------------------------------------------------- | --------------------- | ------ |
| 1999    | Vila Madalena         | Lucas Junqueira Xavier                              |                       | [ 5 ]  |
| 2000–01 | Bambuluá              | Prego                                               | Quadro: "TV Globinho" | [ 6 ]  |
| 2002    | O Beijo do Vampiro    | Roberto Gonçalves Júnior (Juninho)                  |                       | [ 9 ]  |
| 2003    | Chocolate com Pimenta | Antônio da Silva Canto e Mello Albuquerque (Tonico) |                       | [ 10 ] |
| 2005    | América               | Geninho (jovem)                                     |                       | [ 11 ] |
| 2005    | A Lua Me Disse        | Artur Queiroz Bogari                                |                       | [ 12 ] |
| 2006    | O Profeta             | Zeca                                                |                       | [ 13 ] |
| 2009    | Cama de Gato          | Igor                                                |                       | [ 14 ] |
| 2011    | Rebelde               | Ricardo                                             |                       |        |

### Cinema
| Ano  | Título            | Personagem       | Ref.  |
| ---- | ----------------- | ---------------- | ----- |
| 2001 | Xuxa e os Duendes | Zaki             | [ 8 ] |
| 2004 | Redentor          | Otávio (criança) |       |
| 2006 | No Meio da Rua    | Leonardo         |       |

## Prêmios e indicações
| Ano  | Prêmio                              | Categoria                         | Indicação             | Resultado | Ref.   |
| ---- | ----------------------------------- | --------------------------------- | --------------------- | --------- | ------ |
| 2003 | Prêmio Contigo! de TV               | Melhor Ator Infantil              | O Beijo do Vampiro    | Indicado  |        |
| 2004 | Prêmio Contigo! de TV               | Melhor Ator Infantil              | Chocolate com Pimenta | Indicado  |        |
| 2005 | Recife Cine PE Audiovisual Festival | Melhor Ator (com Cleslay Delfino) | No Meio da Rua        | Venceu    | [ 17 ] |